# Charlotte Köhler Prijs voor Literatuur
De Charlotte Köhler Prijs is een literaire prijs die door het Fonds Charlotte Köhler, ontstaan uit de in 1987 opgerichte Stichting Charlotte Köhler die in 2018 met de Dr. Elly Jaffé Stichting fuseerde tot Stichting Auteursprijzen, eenmaal in de drie jaar wordt toegekend aan een auteur van het beste Nederlandse literaire werk uit de voorgaande periode, afwisselend binnen de categorie proza, poëzie of toneel.
Het prijzengeld (15.000 euro) wordt betaald uit de nalatenschap van de actrice Charlotte Köhler. De prijs werd in 1988 voor het eerst toegekend. De stichting reikt ook het jaarlijkse Charlotte Köhler Stipendium uit dat een aanmoedigingsprijs is voor beginnende auteurs of vertalers. 
Tijdens de uitreiking, in de oneven jaren, wordt tevens het Wim Bary Stipendium van het Prins Bernhard Cultuurfonds uitgereikt aan een talentvolle theatermaker onder de 35 jaar oud.

## Gelauwerden
- 1988: Toneel - Judith Herzberg voor Leedvermaak (1982)
- 1993: Poëzie - H.H. ter Balkt voor In de branderij van het absolute (1990), Laaglandse hymnen (1991) en Ode aan de Grote Kiezelwal (1992)
- 1998: Roman - Willem G. van Maanen voor Vrouw met Dobermann (1997)
- 2003: Toneel - Rob de Graaf voor Neanderdal (2001)
- 2008: Poëzie - Jean Pierre Rawie voor Verzamelde verzen (2004)
- 2011: Romans - Mensje van Keulen voor haar romans en verhalen, o.m. Een goed verhaal
- 2014: Toneel - Ad de Bont voor zijn gehele oeuvre
- 2017: Poëzie - Alfred Schaffer voor zijn bundel Mens Dier Ding.
- 2020: Romans - Manon Uphoff voor haar gehele oeuvre, maar in het bijzonder de roman Vallen is als vliegen.
- 2023: Toneel - Peer Wittenbols voor zijn gehele oeuvre, maar in het bijzonder voor het toneelstuk Trojan Wars.